# Nico Parker
Pour les articles homonymes, voir Parker.
Nico Parker, née le 9 décembre 2004 à Londres,, est une actrice britannique.
Elle est la fille de l'actrice Thandiwe Newton et du scénariste et réalisateur Ol Parker. Elle a une sœur ainée, Ripley Parker et un petit frère, Booker Parker.

## Filmographie

### Cinéma
- 2019 : Dumbo de Tim Burton : Milly Farrier
- 2021 : Reminiscence de Lisa Joy : Zoe
- 2024 : Suncoast de Laura Chinn : Doris
- 2025 : Bridget Jones : Folle de lui (Bridget Jones: Mad About the Boy) de Michael Morris : Chloé
- 2025 : Dragons (How to Train Your Dragon) de Dean DeBlois : Astrid Hofferson

### Séries télévisées
- 2020 : The Third Day (série HBO, 3 épisodes) : Ellie
- 2023 : The Last of Us (série HBO, 2 épisodes) : Sarah Miller